# Copycat (canción)
«Copycat» es una canción por el cantante belga Patrick Ouchène y representará a Bélgica en la Festival de la Canción de Eurovisión 2009, que tendrá lugar en Moscú, Rusia.
La canción fue presentada en tercer lugar en la primera semifinal.

## Posicionamiento
| Listas (2009)                               | Posición |
| ------------------------------------------- | -------- |
| Bélgica (Valonia) (Ultratip Bubbling Under) | 21       |